# 26 ноября
26 ноября — 330-й день года (331-й в високосные годы) по григорианскому календарю.
До конца года остаётся 35 дней.
До 15 октября 1582 года — 26 ноября по юлианскому календарю, с 15 октября 1582 года — 26 ноября по григорианскому календарю.
В XX и XXI веках соответствует 13 ноября по юлианскому календарю.

## Праздники и памятные дни

### Религиозные
Католицизм
 — Память святителя Конрада, епископа Констанцского (975);
 — память Леонарда из Порто-Маурицио (1751).
 — память святого Аманда Страсбургского, епископа Страсбургского (около 355)
 Православие
 — Память мучеников Антонина, Никифора и Германа (ок. 308);
 — память мученицы Манефы (ок. 308);
 — память святителя Иоанна Златоустого, архиепископа Константинопольского (407).

## События

### До XX века
- 1394 — Сеул становится столицей Кореи.
- 1715 — основана Тарногродская конфедерация.
- 1812 — сражение на Березине.
- 1835 — битва за сено, стычка между мексиканской и техасской армиями в ходе Техасской революции.

### XX век
- 1904 — в Петербурге торжественно открыт Суворовский музей[5].
- 1905 — подавлена Старобуянская республика.
- 1917 — основана Национальная хоккейная лига, в первую формацию вошли клубы «Монреаль Канадиенс», «Монреаль Уондерерз», «Оттава Сенаторз», «Квебек Булдогз» и «Торонто Аренас».
- 1922 — Говард Картер и лорд Карнарвон стали первыми людьми за 3000 с лишним лет, вошедшими в гробницу Тутанхамона.
- 1924 — Великий народный хурал провозгласил Монгольскую Народную Республику и утвердил первую конституцию второго в мире социалистического государства.
- 1925 — совершил свой первый полёт советский бомбардировщик ТБ-1 (АНТ-4).
- 1934 — в Новосибирске было открыто трамвайное движение (см. новосибирский трамвай).
- 1939 — произошёл Майнильский инцидент, ставший формальным поводом для начала Советско-финской войны.
- 1941 — ударное соединение японского флота под командованием вице-адмирала Тюити Нагумо в строжайшей тайне покинуло базу в заливе Хитокаппу (Касатка) на Курильских островах и направилось к Пёрл-Харбору.
- 1942
  - созвано Антифашистское вече народного освобождения Югославии.
  - премьера фильма «Касабланка».
- 1943
  - Воркуте присвоен статус города.
  - Войсками Белорусского фронта в ходе Гомельско-Речицкой операции освобождён город Гомель.
- 1949 — ратифицирована конституция Индии, представленная Б. Р. Амбедкаром.
- 1959
  - Сталинградский алюминиевый завод (ныне Волгоградский алюминиевый завод) дал стране первую продукцию.
  - Окончившийся неудачей старт американского космического аппарата серии «Пионер»: аппарат упал в Атлантический океан.
- 1965 — запущен первый французский спутник «Астерикс».
- 1970 — в городе Бас-Тер на острове Гваделупа зафикисрован самый сильный дождь в истории — 38 мм осадков в минуту.
- 1976 — в Окружном секретариате штата Нью-Мексико была зарегистрирована новая торговая марка Microsoft
- 1979 — катастрофа Boeing 707 под Таифом, погибли 156 человек.
- 1980 — необычное крушение вертолёта Ка-27 в Казани c жёсткой посадкой на трамвай посреди площади без жертв.
- 1986 — в Иерусалиме начался суд над Иваном Демьянюком.
- 1988 — стартовал пилотируемый космический аппарат «Союз ТМ-7» с международным экипажем (Александр Волков, Сергей Крикалёв, Жан-Лу Кретьен).
- 1991
  - Майкл Джексон выпустил студийный альбом Dangerous, продалось около 40 миллионов копий альбома.
  - Катастрофа Ан-24 в Бугульме, погиб 41 человек.
- 1994 — отряды чеченской оппозиции провели неудачный штурм Грозного. В плен к сторонникам Дудаева попали российские военнослужащие, принимавшие участие в штурме.
- 1998 — Тони Блэр стал первым премьер-министром Великобритании, обратившимся с речью к парламенту Ирландии.

### XXI век
- 2003 — последний полёт сверхзвукового пассажирского авиалайнера «Конкорд».
- 2004 — последняя известная чернолицая гавайская цветочница умерла от птичьей малярии.
- 2007 — официальный конец первой Фазы проекта Blue Brain.
- 2008 — начало серии терактов в индийском городе Мумбаи.
- 2009 — началось вещание телеканала «Страна».
- 2011 — с мыса Канаверал с помощью ракеты-носителя «Атлас-5» в космос запущен марсоход «Кьюриосити» (совершил посадку на Марс 6 августа 2012 года).
- 2018 — аппарат миссии НАСА InSight совершил посадку на Марс.
- 2019 — землетрясение в Албании, более 50 погибших.

## Родились

### До XIX века
- 1401 — Генри Бофорт, 2-й граф Сомерсет (ум. 1418), английский аристократ.
- 1607 — Джон Гарвард (ум. 1638), английский христианский проповедник, в честь которого назван Гарвардский университет.
- 1727 — Артемас Уорд (ум. 1800), американский генерал и конгрессмен.
- 1767 — Платон Зубов (ум. 1822), русский государственный и военный деятель, последний фаворит Екатерины II.
- 1799 — Михал Кулеша (ум. 1863), польско-белорусско-литовский живописец и литограф.

### XIX век
- 1817 — Шарль Адольф Вюрц (ум. 1884), французский эльзасский химик.
- 1828 — Рене Гобле (ум. 1905), французский политический деятель, глава правительства Франции (1886—1887).
- 1832 — Рудольф Кёниг (ум. 1901), немецкий физик, изобретатель.
- 1844
  - Александр Боровиковский (ум. 1905), русский юрист, учёный и поэт, тайный советник.
  - Сергей Шереметев (ум. 1918), русский общественный деятель, историк и коллекционер, крупнейший землевладелец.
- 1847 — Мария Фёдоровна (урождённая Дагмара, принцесса Датская; ум. 1928), супруга Александра III и мать Николая II.
- 1856 — Александр Лимберг (ум. 1906), первый русский профессор стоматологии.
- 1857 — Фердинанд де Соссюр (ум. 1913), швейцарский лингвист.
- 1869 — Мод Великобританская (ум. 1938), королева-консорт Норвегии, супруга Хокона VII.
- 1876 — Барт ван дер Лек (ум. 1958), голландский художник.
- 1883 — Михай Бабич (ум. 1941), венгерский поэт.
- 1885 — Генрих Брюнинг (ум. 1970), германский политический деятель, рейхсканцлер Германии (1930—1932).
- 1893 — Александр Лебедев (ум. 1969), русский советский физик, академик АН СССР.
- 1894
  - Норберт Винер (ум. 1964), американский математик, один из основоположников кибернетики.
  - Иван Папанин (ум. 1986), советский исследователь Арктики, контр-адмирал, дважды Герой Советского Союза.
- 1895 — Билл Уилсон (ум. 1971), американец, один из основателей сообщества «Анонимные алкоголики».
- 1898 — Эктор Скароне (ум. 1967), уругвайский футболист, чемпион мира, двукратный олимпийский чемпион.

### XX век
- 1903
  - Георгий Знаменский (ум. 1946), выдающийся советский легкоатлет, стайер.
  - Юрий Пименов (ум. 1977), советский живописец, народный художник СССР.
- 1909 — Эжен Ионеско (ум. 1994), румынский и французский драматург, один из основоположников театра абсурда.
- 1910 — Николай Щёлоков (покончил с собой в 1984), министр внутренних дел СССР (1966—1982).
- 1911 — Самуэль Решевский (ум. 1992), американский шахматист, многократный чемпион США.
- 1926 — Маргарита Назарова (ум. 2005), артистка цирка, дрессировщица и киноактриса, народная артистка РСФСР.
- 1929 — Лен Карпинский (ум. 1995), советский и российский публицист, политик и общественный деятель.
- 1930 — Владимир Короткевич (ум. 1984), белорусский советский писатель, лауреат Государственной премии БССР.
- 1931 — Адольфо Перес Эскивель, аргентинский писатель, скульптор, архитектор, художник и общественный деятель, лауреат Нобелевской премии мира (1980).
- 1937 — Борис Егоров (ум. 1994), советский врач и космонавт, Герой Советского Союза.
- 1938
  - Ольга Симонова (ум. 2013), театральная актриса и режиссёр, народная артистка РСФСР.
  - Анна Шатилова, теле- и радиоведущая, диктор центрального телевидения, народная артистка РСФСР.
- 1939
  - Абдулла Ахмад Бадави (ум. 2025), малайзийский политический и государственный деятель; премьер-министр Малайзии (2003—2009).
  - Тина Тёрнер (при рожд. Анна Мэй Буллок, ум. 2023), американская певица, автор песен, актриса и танцовщица, обладательница восьми премий «Грэмми».
- 1943 — Алиса Строгая (ум. 2020), артистка балета, педагог, заслуженная артистка РСФСР.
- 1944 — Анджей Яросик (ум. 2024), польский футболист, нападающий, чемпион летних Олимпийских игр (1972).
- 1946 — Марк Лестер, американский кинорежиссёр, сценарист и продюсер.
- 1948 — Галина Прозуменщикова (ум. 2015), первая советская олимпийская чемпионка по плаванию (1964), трёхкратная чемпионка мира.
- 1949 — Иван Пацайкин, румынский гребец на каноэ, 4-кратный олимпийский чемпион.
- 1951 — Чиччолина (наст. имя Анна Илона Шталлер), итальянская порнозвезда и политик венгерского происхождения.
- 1959
  - Сергей Головкин (казнён в 1996), советский и российский серийный убийца.
  - Александр Хорошавин, губернатор Сахалинской области (2007—2015).
- 1963 — Дмитрий Табачник, украинский политический и государственный деятель, историк.
- 1964 — Френи Шнайдер, швейцарская горнолыжница, трёхкратная олимпийская чемпионка, трёхкратная чемпионка мира
- 1969 — Вадим Хамутцких (ум. 2021), российский волейболист, трёхкратный призёр Олимпийских игр.
- 1972 — Крис Осгуд, канадский хоккеист, вратарь, трёхкратный обладатель Кубка Стэнли в составе «Детройт Ред Уингз».
- 1974 — Роман Шебрле, чешский легкоатлет, олимпийский чемпион (2004) и чемпион мира (2007) в десятиборье.
- 1975
  - Максим Аверин, актёр театра и кино, режиссёр, телеведущий, заслуженный артист России.
  - Антон Макарский, российский актёр театра, кино и дубляжа, певец.
  - Владислав Радимов, российский футболист.
- 1981 — Джина Кингсбери, канадская хоккеистка, двукратная олимпийская чемпионка (2006, 2010).
- 1983 — Прохор Шаляпин (при рожд. Андрей Захаренков), российский певец и телеведущий.
- 1990
  - Рита Ора, британская певица, актриса и автор песен.
  - Дэнни Уэлбек, английский футболист.
- 1995 — Джеймс Гай, британский пловец, трёхкратный олимпийский чемпион, многократный чемпион мира и Европы.
- 1997 — Эрон Уан-Биссака, английский футболист.

## Скончались

### До XIX века
- 1504 — Изабелла Кастильская (р. 1451), королева Кастилии и Леона (1474—1504).
- 1547 — Джованни Кариани (р. ок. 1485—1490), итальянский художник.
- 1688 — Филипп Кино (р. 1635), французский поэт, драматург, либреттист.
- 1797 — Иван Шувалов (р. 1727), русский государственный деятель, генерал-адъютант, фаворит Елизаветы Петровны, основатель Московского университета и Академии художеств.

### XIX век
- 1816 — Дмитрий Дохтуров (р. 1756), российский военачальник, генерал армии.
- 1851 — Никола Жан де Дьё Сульт (р. 1769), главный маршал Франции (1847), герцог Далматский (1807), участник революционных и наполеоновских войн.
- 1852 — Павел Федотов (р. 1815), русский художник, академик живописи.
- 1855 — Адам Мицкевич (р. 1798), польский поэт белорусского происхождения.
- 1857 — Йозеф фон Эйхендорф (р. 1788), немецкий поэт и писатель.
- 1861 — Иосиф Шарлемань (р. 1782), российский архитектор, статский советник.
- 1864 — Теодор Нарбут (р. 1784), белорусский и литовский историк, исследователь мифологии.
- 1870 — Пётр Собко (р. 1819), русский инженер, учёный-механик, основоположник сопромата как науки.
- 1882 — Отто Теодор Мантейфель (р. 1805), министр-президент Пруссии (1850—1858).
- 1883
  - архиепископ Димитрий (в миру Климент Иванович Муретов; р. 1811), епископ Русской православной церкви, с 1882 г. архиепископ Одесский и Херсонский.
  - Люсьен Оливье (р. 1838), русский ресторатор французского происхождения, изобретатель салата Оливье.
- 1892 — Алексей Галахов (р. 1807), историк русской литературы, педагог, тайный советник.
- 1896 — Бенджамин Гулд (р. 1824), американский астроном и метеоролог, автор «Американского астрономического журнала».

### XX век
- 1902 — Антанас Баранаускас (р. 1835), литовский поэт и языковед, католический епископ.
- 1926
  - Джон Мозес Браунинг (р. 1855), американский изобретатель, конструктор огнестрельного оружия.
  - Элишка Красногорская (урожд. Альжбета Пехова; р. 1847), чешская писательница, переводчица, поэтесса, драматург, либреттистка.
- 1928 — Рейнхард Шеер (р. 1863), германский военный деятель, адмирал.
- 1930 — Отто Свердруп (р. 1854), норвежский полярный мореплаватель и исследователь.
- 1937 — расстрелян Якуб Ганецкий (р. 1879), польский революционер, советский государственный деятель.
- 1942 — Болеслав Яворский (р. 1877), российский и советский музыковед, педагог, композитор, общественный деятель.
- 1946 — Аддамс Стрэттон Макалистер (р. 1875), американский инженер-электрик, редактор, общественный деятель.
- 1952 — Свен Гедин (р. 1865), шведский путешественник, географ, журналист, исследователь Тибета.
- 1954 — Йонас Жямайтис-Витаутас (р. 1909), литовский генерал, начальник антисоветского движения сопротивления после Второй мировой войны, и. о. президента Литвы (1949—1954).
- 1957 — Алексей Ремизов (р. 1877), русский писатель, художник, каллиграф.
- 1961 — Александр Гольденвейзер (р. 1875), пианист, композитор, музыкальный критик и педагог, народный артист СССР.
- 1963 — Иван Кашкин (р. 1899), переводчик и литературный критик.
- 1966 — Зигфрид Кракауэр (р. 1889), немецкий историк и теоретик кино и массовой культуры.
- 1967 — Леонид Лавровский (р. 1905), артист балета, балетмейстер, хореограф, педагог, народный артист СССР.
- 1968 — Арнольд Цвейг (р. 1887), немецкий писатель.
- 1970 — Сергей Конобеевский (р. 1890), советский физик, член-корреспондент АН СССР.
- 1977 — Алексей Грибов (р. 1902), актёр театра и кино, народный артист СССР, Герой Социалистического Труда.
- 1979 — Игорь Луковский (р. 1909), советский сценарист, драматург, писатель.
- 1981 — Макс Эйве (р. 1901), нидерландский шахматист, 5-й чемпион мира (1935—1937), президент ФИДЕ (1970—1978).
- 1982 — Юхан Аавик (р. 1884), эстонский композитор, дирижёр, музыкальный педагог.
- 1985
  - Сергей Герасимов (р. 1906), советский кинорежиссёр, актёр, сценарист, драматург, педагог.
  - Михаил Колосов (р. 1927), советский учёный-химик, академик АН СССР.
- 1989 — Ахмед Абдалла (р. 1919), коморский политик, дважды глава государства в 1975 и 1978—1989 годах.
- 1996 — Филипп Хиршхорн (р. 1946), советско-бельгийский скрипач.

### XXI век
- 2004
  - Филипп де Брока (р. 1933), французский кинорежиссёр и сценарист.
  - Николай Москаленко (р. 1949), советский космонавт и лётчик-испытатель.
- 2012 — Джозеф Мюррей (р. 1919), американский врач-трансплантолог, первым пересадивший почку человеку, лауреат Нобелевской премии по физиологии и медицине (1990).
- 2014 — Мервин Леонард Гольдбергер (р. 1922), американский физик-теоретик.
- 2018
  - Бернардо Бертолуччи (р. 1941), итальянский кинорежиссёр, драматург и поэт.
  - Стивен Хилленберг (р. 1961), американский мультипликатор, автор мультсериала «Губка Боб Квадратные Штаны».
- 2020 — Леонид Попов (р. 1938), советский и российский кинорежиссёр и сценарист.